# سامية عبو
سامية عبو ولدت في 3 نوفمبر 1965 في طبربة، هي محامية وسياسية تونسية، وهي زوجة السياسي محمد عبو.

## السيرة الذاتية
بدأت سامية عبو دراساتها الابتدائية والثانوية في طبربة، ثم دخلت كلية الحقوق والعلوم السياسية بتونس (جامعة تونس المنار)، حتى تحصلها على شهادة الدراسات المعمقة في 2010.

طوال مسيرتها قبل الثورة التونسية في 2011، كانت سامية عبو رفقة زوجها تقاوم نظام زين العابدين بن علي وتدافع عن حقوق الإنسان والحريات، وكانت إحدى الأعضاء المؤسسين للمجلس الوطني للحريات بتونس، وانضمت لحزب المؤتمر من أجل الجمهورية المعارض منذ 2006.

دخلت سامية بعد الثورة التونسية في 2011، المجلس الوطني التأسيسي التونسي معوضة المنصف المرزوقي الذي استقال منه بعد فوزه بمنصب رئيس الجمهورية التونسية في 27 ديسمبر 2011. بعد ذلك انتخبت في 26 أكتوبر 2014 كنائبة في مجلس نواب الشعب الجديد.

انضمت في 2013 إلى حزب التيار الديمقراطي الذي أسسه زوجها في نفس السنة.

## الحياة الشخصية
سامية عبو هي زوجة السياسي والوزير التونسي السابق محمد عبو، ولهم ثلاثة أبناء.

## روابط خارجية
- سامية عبو على موقع مرصد مجلس (2011).
- سامية عبو على موقع مرصد مجلس (2014).